# Nadia Masini
Nadia Masini (Padova, 13 novembre 1949) è una politica italiana.

## Biografia
Laureata in lettere, insegnante, è stata consigliere comunale, assessore e vicesindaco di Forlì dapprima per il Partito Comunista Italiano e poi per il Partito Democratico della Sinistra. Deputato dal 1987 al 1996, è stata sottosegretario alla pubblica istruzione nel governo Prodi I e nel governo D'Alema I.
Componente del Consiglio nazionale e responsabile Istruzione e scuola dell'ANCI, in occasione delle elezioni amministrative del 2004 è stata eletta al primo turno sindaco di Forlì col 58,7% dei voti, sostenuta dalla coalizione di centro-sinistra.
Il 14 dicembre 2008, dopo un periodo di campagna elettorale interna al Partito Democratico, la Masini è stata sconfitta alle primarie per il futuro candidato sindaco di Forlì alle elezioni amministrative del 2009. Ha vinto lo sfidante Roberto Balzani con il 50,27% (corrispondente a 4030 voti sui 8016 voti validi totali), mentre il sindaco uscente ha raccolto il 49,73% delle preferenze (3986 voti).